# Lingue barbacoan
Le lingue barbacoan o barbacoane sono un gruppo di lingue native americane della Colombia e dell'Ecuador, che costituiscono una famiglia linguistica. Hanno un totale di circa 50.000 parlanti.

## Classificazione
Attualmente esistono cinque lingue barbacoan: il cha'palaachi, lo tsafiki, l'awá, il guambiano e il totoró. Se ne conoscono altre che oggi sono estinte (indicate con il simbolo †), ma di alcune la parentela non è sicura (queste sono indicate con un punto interrogativo, ?):
I. Gruppo settentrionale
A. Awano (Sindagua-Awa pit)
1. Awá Pit (chiamato anche Cuaiquer, Coaiquer, Kwaiker, Awá, Awa, Awa-Cuaiquer, Koaiker, Telembí), 22.000 parlanti (1986-2007)
2. Sindagua (†)
3. Barbacoa (†)
4. Pasto-Muellama
- Pasto [?] (chiamato anche Past Awá) (†, s. XVII)
- Muellama [?] (chiamato anche Muellamués, Muelyama) (†, s. XIX)

B. Coconucano (chiamato anche Guambiano-Totoró)
5. Guambiano (chiamato anche Mogües, Moguez, Mogés, Wam, Misak, Guambiano-Moguez, Wambiano-Mogés, Moguex), 23.500 parlanti (2001)
6. Totoró (chiamato anche Polindara), 4 parlanti (1998)
7. Coconuco (chiamato anche Kokonuko, Cauca, Wanaka) (†)
II. Gruppo meridionale
8. Caranqui [?] (chiamato anche Cara, Kara, Karanki, Imbaya) (†, s. XVIII)
9. Cha’palaachi (chiamato anche Cayapa, Chachi, Kayapa, Nigua, Cha'palaa), 9.500 parlanti (2004)
10. Tsafiki (chiamato anche Tsafiqui, Tsáfiki, Colorado, Tsáchela, Tsachila, Campaz, Colima), 2.300 parlanti (2000)